# Йоргенсен, Кеннет
Ке́ннет Йо́ргенсен (дат. Kenneth Jørgensen; род. 7 марта 1984) — датский кёрлингист.
В составе мужской сборной Дании участник чемпионатов мира и Европы. В составе мужской юниорской сборной Дании чемпион Первенства Европы среди юниоров 2005. Бронзовый призёр чемпионата Дании среди мужчин, двукратный чемпион Дании среди юниоров.

## Достижения
- Чемпионат Дании по кёрлингу среди мужчин: бронза (2013).
- Первенство Европы по кёрлингу среди юниоров: золото (2005).
- Чемпионат Дании по кёрлингу среди юниоров: золото (2004, 2005).

## Команды
| Сезон   | Четвёртый         | Третий                | Второй             | Первый              | Запасной Тренер                                                                                        | Турниры                             |
| ------- | ----------------- | --------------------- | ------------------ | ------------------- | --- | ----------------------------------- |
| 2001—02 | Casper Bossen     | Кеннет Дауке Андерсен | Суне Фредериксен   | Nicolai Frederiksen | Кеннет Йоргенсен тренер: Олле Брудстен                                                                 | ЧМЮ 2002 (7 место)                  |
| 2003—04 | Кеннет Йоргенсен  | Расмус Стьерне        | Миккель Поульсен   | Миккель Краусе      | Dennis Hansen                                                                                          | ЧДЮ 2004                            |
| 2003—04 | Кеннет Йоргенсен  | Расмус Стьерне        | Миккель Краусе     | Миккель Поульсен    | Dennis Hansen тренер: Иван Фредериксен                                                                 | ЧМЮ 2004 (10 место)                 |
| 2004—05 | Кеннет Йоргенсен  | Расмус Стьерне        | Миккель Краусе     | Dennis Hansen       | Миккель Поульсен тренеры: Иван Фредериксен, Герт Ларсен                                                | ПЕКЮ 2005                           |
| 2004—05 | Кеннет Йоргенсен  | Расмус Стьерне        | Миккель Краусе     | Миккель Поульсен    | Dennis Hansen                                                                                          | ЧДЮ 2005                            |
| 2004—05 | Кеннет Йоргенсен  | Расмус Стьерне        | Миккель Поульсен   | Dennis Hansen       | Миккель Краусе тренер: Иван Фредериксен                                                                | ЧМЮ 2005 (5 место)                  |
| 2005—06 | Ульрик Шмидт      | Лассе Лаурсен         | Карстен Свенсгор   | Джоэл Островски     | Кеннет Йоргенсен тренеры: Герт Ларсен (ЧЕ), Авияя Лунд Ярунд (ЧЕ), Билл Кэри (ЧМ), Tracy Choptain (ЧМ) | ЧЕ 2005 (6 место) ЧМ 2006 (8 место) |
| 2006—07 | Карстен Свенсгор  | Кеннет Йоргенсен      | Миккель Поульсен   | Dennis Hansen       | |                                     |
| 2007—08 | Карстен Свенсгор  | Кеннет Йоргенсен      | Миккель Поульсен   | Мортен Берг Томсен  | |                                     |
| 2011—12 | Torkil Svensgaard | Кеннет Йоргенсен      | Мартин Унд Грёнбех | Daniel Abrahamsen   | Мортен Берг Томсен                                                                                     | ЧДМ 2012 (?? место)                 |
| 2012—13 | Миккель Краусе    | Оливер Дюпон          | Мадс Нёргор        | Dennis Hansen       | Кеннет Йоргенсен                                                                                       | ЧДМ 2013                            |

(скипы выделены полужирным шрифтом)